# Ramillies
Ramillieslà một đô thị ở tỉnh Walloon Brabant. Tại thời điểm ngày 1 tháng 1 năm 2006 Ramillies có dân số 5.756 người. Tổng diện tích là 48,68 km² với mật độ dân số là 118 người trên mỗi km².